# Banque Chalus
Pour les articles homonymes, voir Chalus.
 (mars 2021).
Si vous disposez d'ouvrages ou d'articles de référence ou si vous connaissez des sites web de qualité traitant du thème abordé ici, merci de compléter l'article en donnant les références utiles à sa vérifiabilité et en les liant à la section « Notes et références ».
La Banque Chalus est une banque régionale française implantée en Auvergne depuis 1797. C'est la plus vieille banque en France depuis la fin de la Banque Courtois. Elle couvre les régions d’Auvergne et du Limousin par la présence de vingt-trois agences réparties dans quatre départements (Puy-de-Dôme, Corrèze, Cantal et Allier).

## Histoire
La Banque Chalus, originellement « Banque Blanc », est créée en 1797 par Paul Blanc, place Delille à Clermont-Ferrand, sous le régime du Directoire après la Révolution française en 1789. La majorité des clients est alors composée de petits commerçants et industriels de la région. En 1826, Paul Blanc s’associe avec le fils d’un député royaliste : Théodore Picot-Lacombe, qui permet à la banque, de par son réseau dans le milieu bourgeois, de se développer. Le 26 décembre 1842, à 66 ans, Paul Blanc nomme son collaborateur Théodore Picot-Lacombe ainsi que son fils Jean-Baptiste Blanc dirigeants de la banque et se retire. Le nom change alors en « Banque Blanc et Lacombe ».
En 1852 commence la révolution bancaire, les banques deviennent alors des établissements de crédits. Entre 1880 et 1890, la banque contribue à la création ainsi qu’au développement de plusieurs entreprises régionales telles que la compagnie des Eaux du Mont-Dore en 1888, la Compagnie des tramways électriques de Clermont-Ferrand, ou encore la  Sucrerie de Bourdon. 

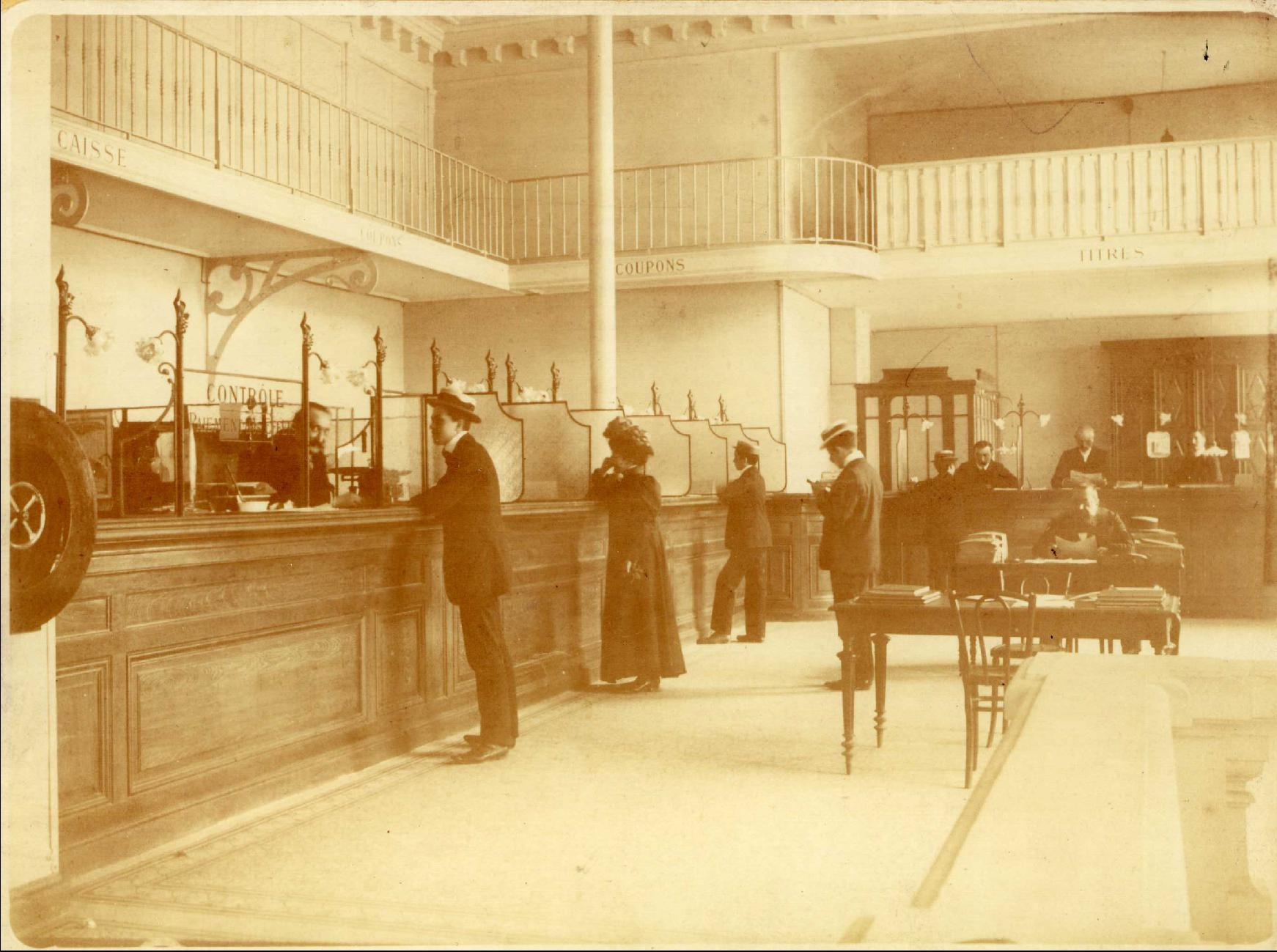
Guichet de l'agence Banque Chalus Jaude au milieu du XIXe siècle.

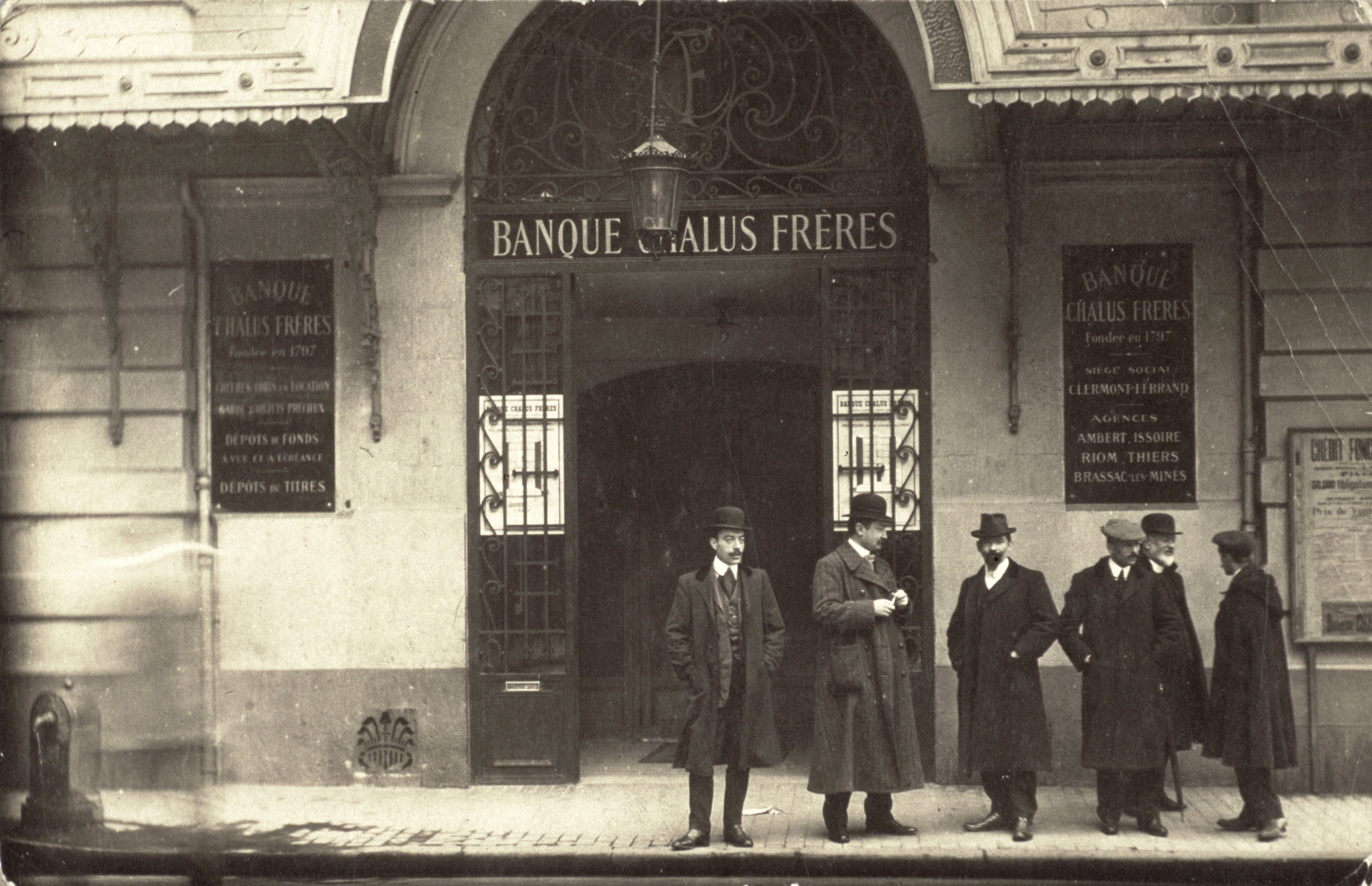
L'agence de la banque Chalus place de Jaude dans les années 1870.

Aucun des deux dirigeants n’ayant de descendant pouvant assurer la reprise de l’entreprise, ils choisirent comme successeur le mari de la nièce de Théodore Lacombe : Maurice Chalus, ainsi que son frère jumeau Joseph Chalus. Ils deviennent les directeurs de l’entreprise lors du décès de Théodore Lacombe le 12 mars 1872. Le 28 décembre 1872 la banque « Blanc et Lacombe » devient la société en nom collectif « Chalus frères ». Les deux frères vont alors diriger l’entreprise pendant 58 ans. En 1890, l’entreprise choisit de déplacer son siège, initialement basé au 15, place Delille, puis au 11 bis rue Montlosier à Clermont-Ferrand, à l’angle de la rue Neuve, place de Jaude. En 1905, les deux fils de Joseph Chalus rejoignent l’entreprise familiale dans le but d’ouvrir de nouvelles agences à Riom, Ambert, Issoire et Brassac-les-Mines. Dans le même temps la banque commence à développer le métier de banque d’affaires. 
Entre 1915 et 1930, la Banque Chalus connaît une période difficile. La Première Guerre mondiale fragilise le pays, les dépenses nécessaires pour financer l’économie de guerre ainsi que le  déficit public entraîne une forte inflation. Les créances en francs perdent 4/5e de leur valeur. La banque subit alors les conséquences directes de cette inflation qui conduit à une baisse du capital de la banque. Les actionnaires doivent réaliser de nouveaux apports pour faire face à cette situation de crise. Le 25 avril 1929 le capital est porté à 4 millions de francs. La Banque Chalus devient une société en commandite. La Banque retrouvera une situation stable avec l’arrivée d’un nouvel associé ; le groupe  Schneider. 
En 1930, l’entreprise devient une société anonyme avec un capital de 6 millions de francs, détenu en majorité par la Banque des Pays du Nord. 

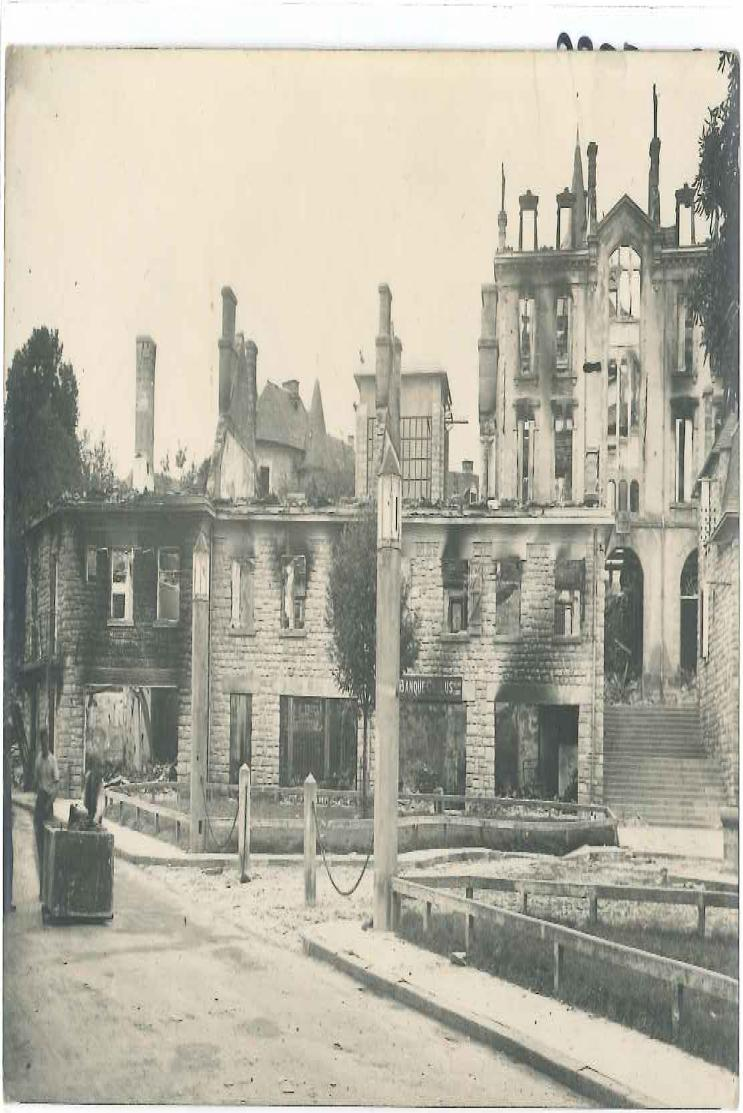
Agence Banque Chalus d'Égletons après le bombardement du 16 août 1944

Le réseau continue cependant de s’étendre avec la création de nouvelles agences ; Billom et Saint-Gervais-d'Auvergne en 1915 et Brioude en 1931. L’effectif de la banque est alors de 103 personnes. L’ouverture de l’agence de Meymac en 1934 permet la récupération des agences d’Ussel et de Bort-les-Orgues. Quant aux bureaux d’Égletons, Riom et  Mauriac, ils seront ouverts en 1935. 
Les lois de 1941 et 1945 imposent de nouvelles réglementations aux banques en matière de crédits. L’entreprise doit choisir son statut entre banque de dépôt et banque d'affaires. La Banque Chalus devient donc une banque de dépôt. En 1961, l’agence du Mont-Dore ouvre ses portes, suivie par celle de Courpière en 1965. 
Entre 1965 et 1968, trois évènements vont permettre au monde bancaire de connaître un fort développement et qui vont profiter à la Banque Chalus : 
- La loi de juillet 1965 interdit le paiement en espèces pour les règlements supérieurs à 1 000 francs.
- La forte inflation liée aux événements de 1968 permet une forte augmentation des salaires.
- Les réformes Debré-Haberer de 1967 exemptent l’ouverture d’agences bancaires de toute réglementation.

La Banque Chalus poursuit son développement avec l’ouverture de six nouvelles agences en trois ans : 
- Quartier Neuf Soleils à Clermont-Ferrand et Pont-du-Château en 1967
- Gerzat en 1968
- Ussel et Saint-Joseph en 1969
- Cournon-d'Auvergne en 1970.

Dix ans plus tard le siège administratif de Chamalières ouvre ses portes. En 1988, une agence est créée à Cébazat.
Les parts de François Chalus sont cédées au Crédit lyonnais lors de son départ à la retraite en 1974. Le Crédit lyonnais devient actionnaire majoritaire. En septembre 1997, la banque Chalus fête ses 200 ans, Cette même année elle est rachetée par la caisse régionale Crédit agricole Centre France. 

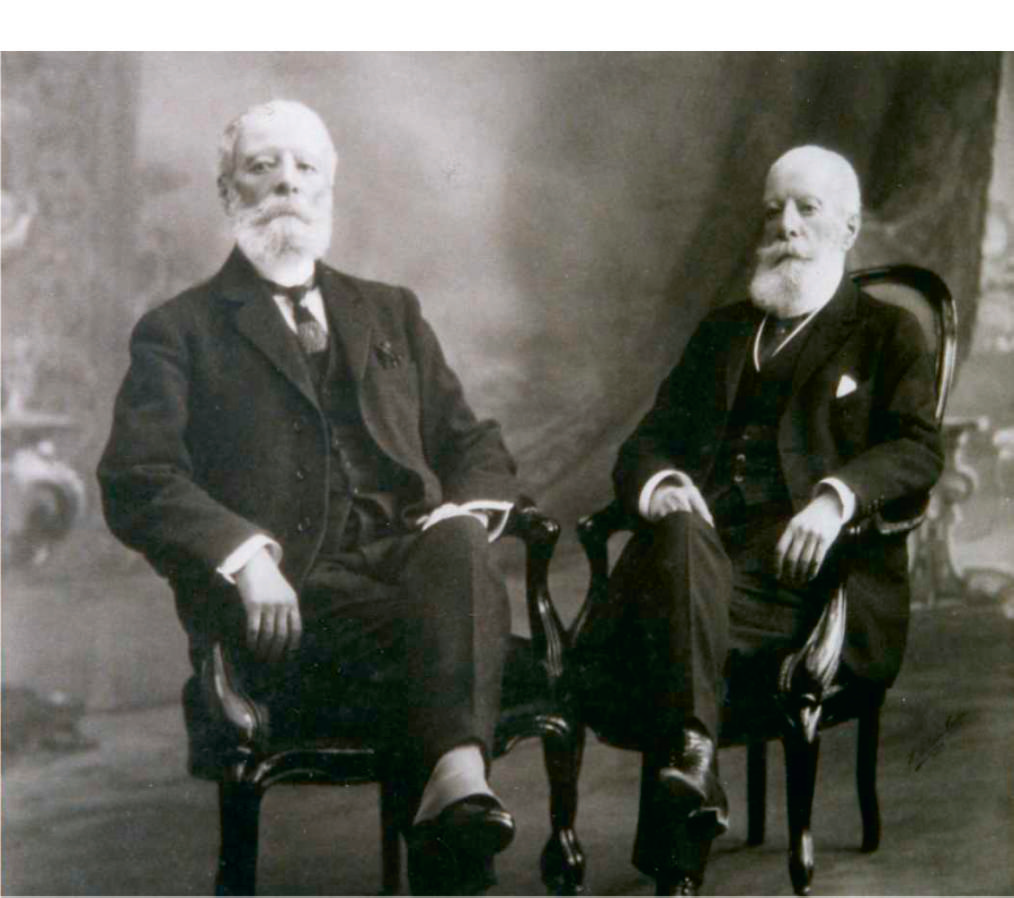
Maurice et Joseph Chalus
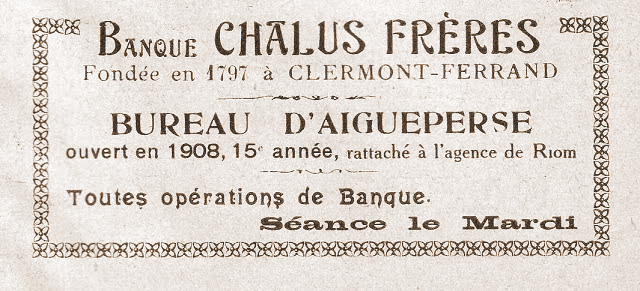
Bureau d'Aigueperse
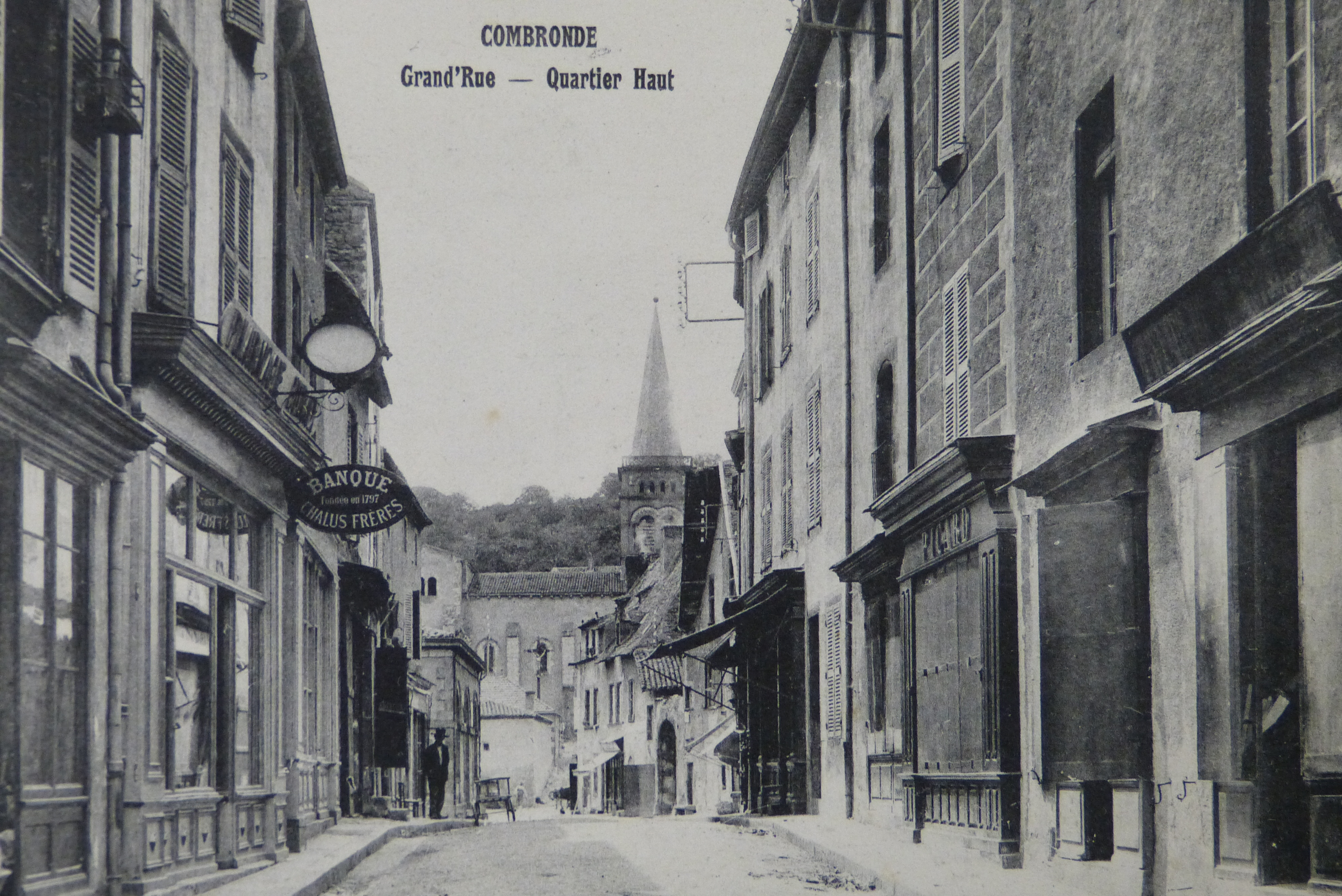
Agence de Combronde
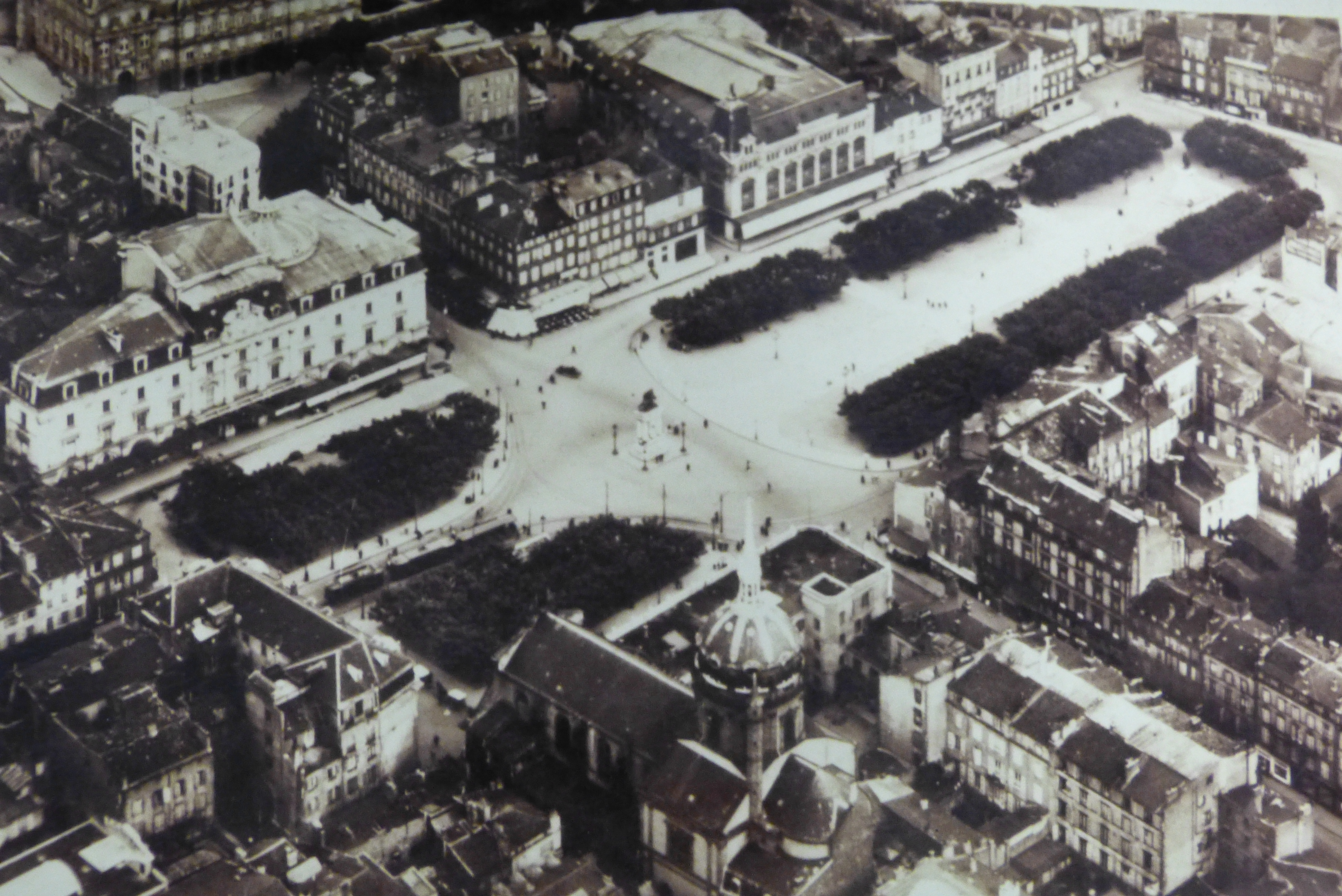
Place de Jaude-Clermont-Ferrand

Aujourd’hui, la Banque Chalus compte plus de 30 000 clients et 23 agences dans le Puy-de-Dôme, en  Corrèze, dans le  Cantal, ainsi que dans l’ Allier avec l’ouverture d’une nouvelle agence à Vichy en 2013.

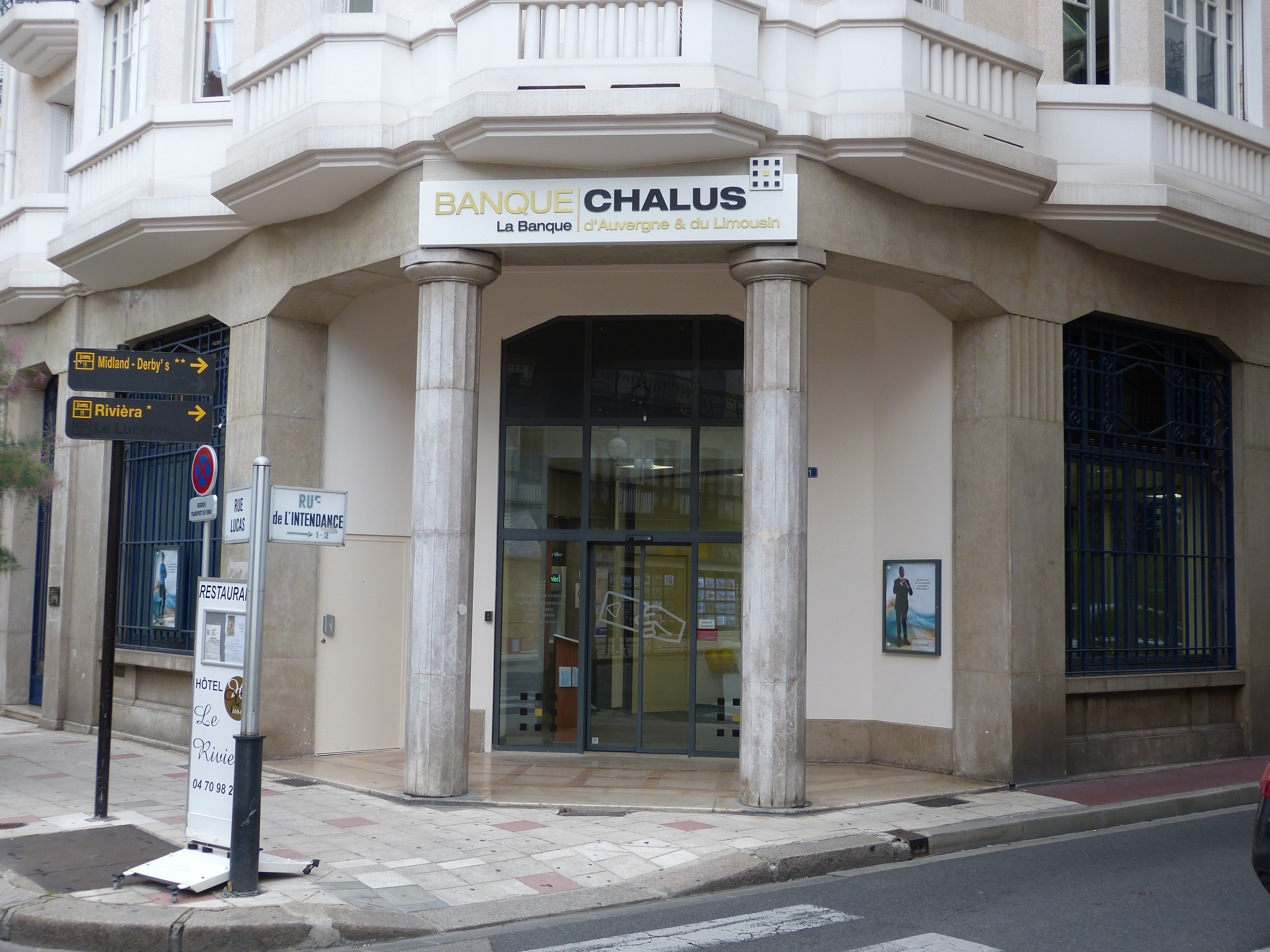
Agence de Vichy.
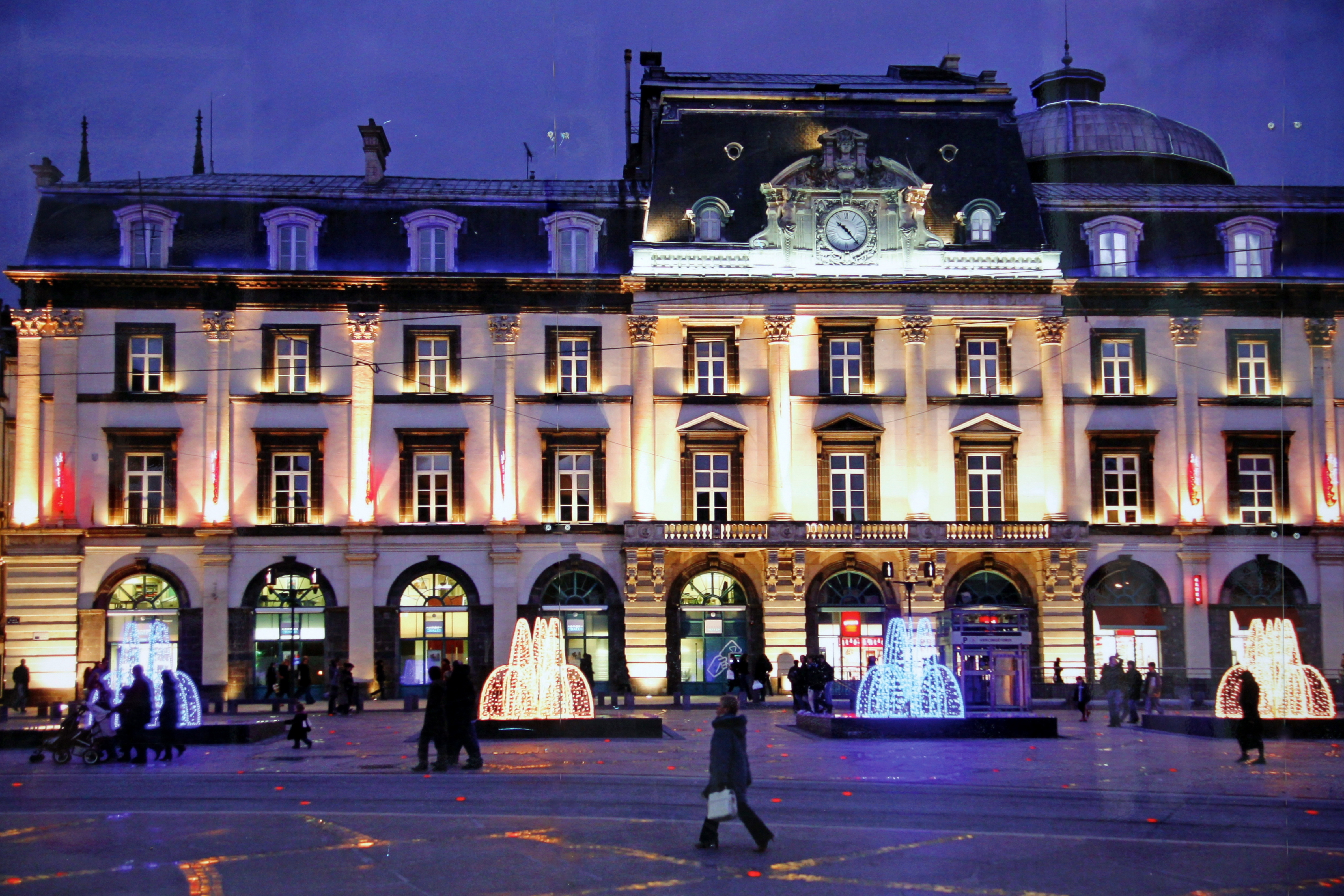
Agence Banque Chalus place de Jaude.
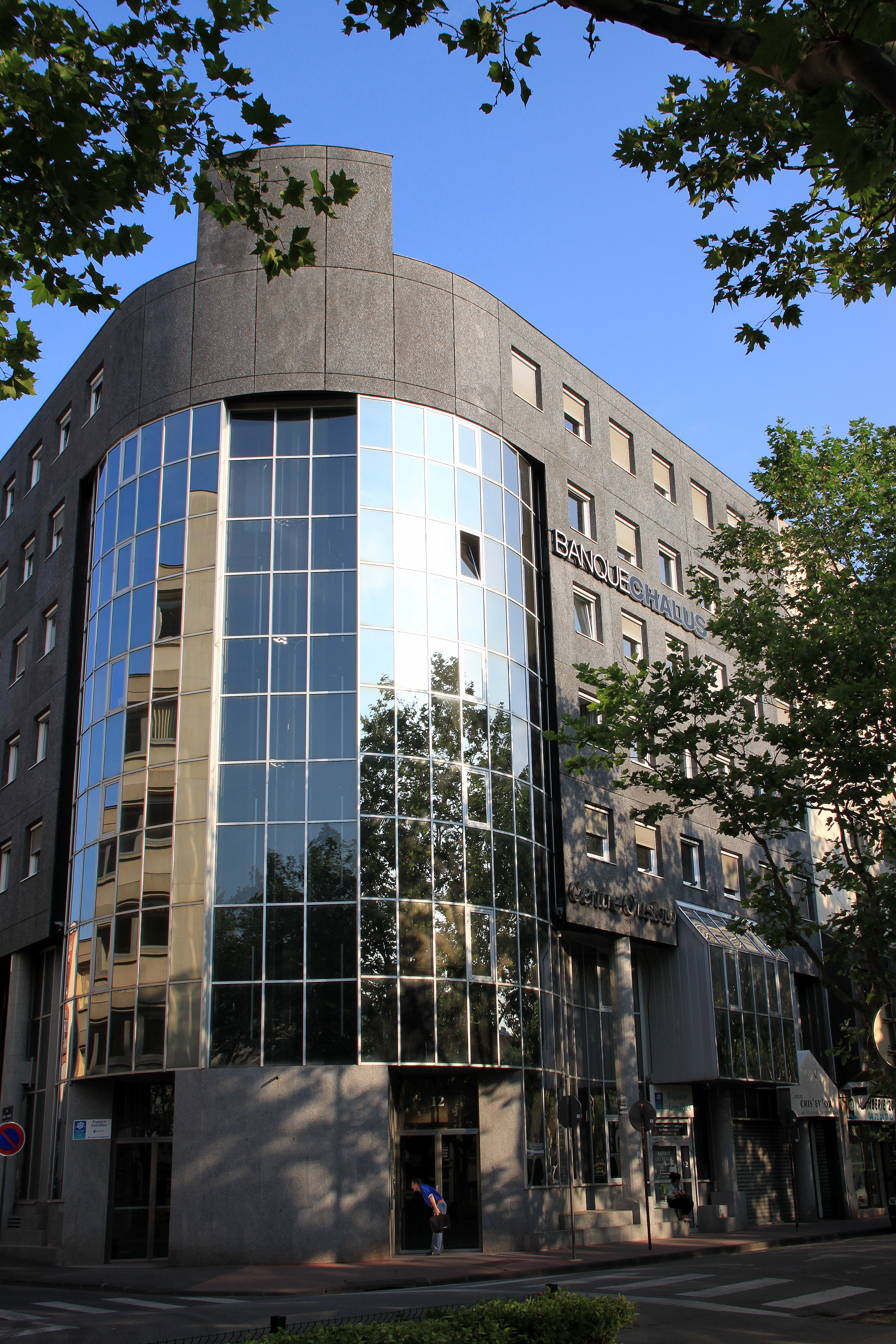
Siège de la Banque Chalus.
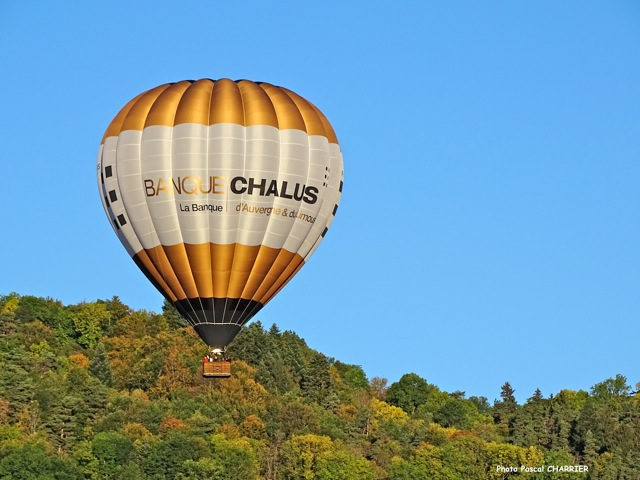
Montgolfière Banque Chalus.
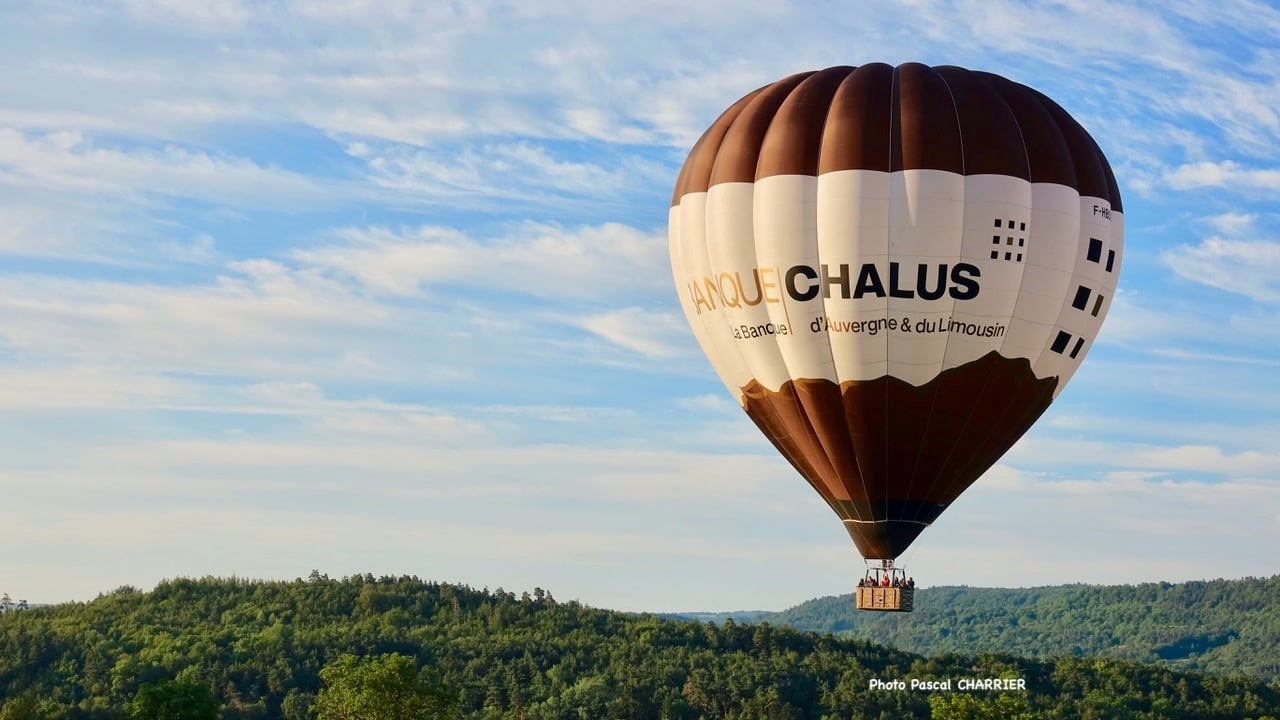
2ème montgolfière avec le visuel de la chaîne des Puys

## Activités
La Banque Chalus exerce les métiers de banque et d’assurance, auprès de sa clientèle segmentée en trois marchés : les particuliers, les professionnels, et la clientèle privée. Outre les prestations bancaires qu'elle propose à ses clients, la Banque Chalus offre également des services d'assurance-vie, de prévoyance et d'assurance de biens, en s'appuyant sur divers partenaires :
- AG2R La Mondiale
- Assurance Saint-Honoré patrimoine
- Indosuez Wealth Management
- BFT gestion d’actifs
- Generali Patrimoine
- Pacifica
- Predica
- SPB (Solutions de prévoyance bancaire)
- Swiss Life.

### Historique du logotype

## Données financières
| Année                | 2023 |
| -------------------- | ---- |
| Produit net bancaire | 11,7 |
| Résultat net         | 1,0  |

| Année            | 2023 |
| ---------------- | ---- |
| Encours collecte | 1108 |
| Encours crédits  | 615  |

## Identité visuelle

### Historique du slogan
Le premier slogan de la Banque Chalus apparaît en 1998.
- « Acteur de l’économie » : 1998 → 2005
- « La relation privilégiée » : 2005 → 2013
- « La Banque d’Auvergne & du Limousin » : 2013 jusqu’à aujourd’hui.